# オランダ王立インド航空DC-3撃墜事件
1942年3月3日、オランダ王立インド航空(KNILM)のダグラスDC-3-194旅客機のPK-AFVペリカンは、日本海軍の第三航空隊の零式艦上戦闘機によって西オーストラリア上空で撃墜され、4人の乗客が死亡し、推定A£150,000-300,000(A£150,000-300,000)相当のダイヤモンドが失われ(2010年の9.5~19万オーストラリアドル相当)墜落事故の後にダイヤモンドが盗まれたと広く信じられているが、失踪に関連して犯罪で有罪判決を受けた人物はいない。ペリカンは、オランダ領東インド諸島(後のインドネシア)のバンドンから、西オーストラリア州のブルームへと飛行していたが、ブルームを空襲し、帰投中の日本海軍機に襲われ、ブルームの北80km(50マイル)のカルノー湾のビーチに墜落した。
ペリカンは当初PH-ALPとして登録され、1937年8月25日からKLMオランダ航空によって運営され、オランダを拠点にして東インド諸島までの定期便に用いられていた。1940年5月10日、ペリカンがアジアに向かう途中、ドイツ軍がオランダに侵攻し、オランダは降伏し、本土を失った。PK-ALPはオランダ王立インド航空(KNILM)に譲渡され、PK-AFVとして再登録され、東インド諸島で飛び続けた。

## 最後の飛行
1942年3月3日、ロシアの第一次世界大戦のエースパイロットであったイワン・スミルノフが機長である、ペリカンがバンドンを離陸した。他の3人の乗組員は、副操縦士のジョー・ホフマン、通信士のジョー・ミュラー、航空機関士のN.J.ブローだった。
彼らは陸軍と海軍の5人の操縦員であるピーター・クラメラス、G.Dブリンクマン、レオン・ヴァンダーバーグ、ダーン・ヘンドリックス、H.M.ジェリッツの5人と民間人のマリア・ファン・トゥイン、彼女の赤ちゃんの息子ヨハネスと研修生の航空機関士H.ファン・ロモンドの合計8人であった。
バンドンのNV・デ・コンカレントという企業が所有していたダイヤモンドを含む荷物は、パッケージは、この日早朝、バンドンのアンディル空港でオランダ王立インド航空のG.J.ウィッセ所長によってスミルノフ機長に渡されました。スミルノフはオーストラリアに到着したら、コモンウェルス銀行の代表者に渡すように指示された。彼はその時その内容に気づいていなかったと伝えられている。ペリカンは午前1時15分にバンドンを離陸した。
午前9時ごろ、DC-3がブルームに近づくと、キンバリー海岸に沿って、第三航空隊の分隊長、宮野善治郎大尉の率いる零戦3機が、ブルームへの最初の空襲を終えて、ティモール島の基地に帰投しようとしていた。スミルノフはブルームに向かって海岸線をたどっていた。DC-3より高度が高かった日本のパイロットは、高度を下げ、左側に向かって発砲し、数発の命中弾を浴びせた。左翼のエンジンに火がつき、スミルノフは腕と腰に負傷したが、DC-3を急降下させることで零戦の攻撃から逃れた。
スミルノフは、1947年にアムステルダムのエルゼビアが出版した著書「デ・トエコムスト・ヒーフト・ヴリューゲルス」（未来は翼を持つ）に掲載した彼自身の話によれば、海岸に不時着するために車輪を降ろそうとした。この手順は、1944年に新聞やBBCラジオで多くのインタビューで説明されていた。スミルノフは実際に車輪が下がったのに驚いた。旋回中に右の主脚が海面に触れてタイヤが爆発し、海面に落ち、海中に引き込まれたが、海水によって左翼のエンジンの火は消えた。

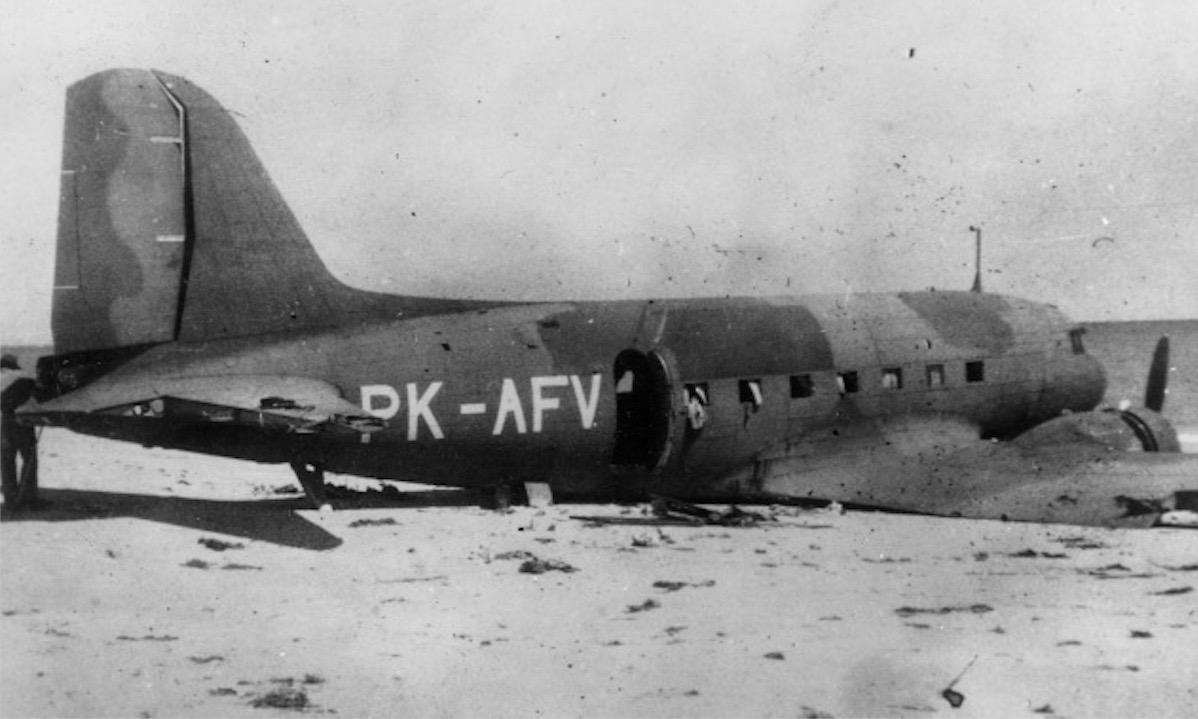
不時着したペリカン

この話は、1986年にウィリアム・H・タイラーのビデオインタビューで、生き残った乗客のピーター・クラメラスとレオ・ヴァンダーバーグが「ダイヤモンドの飛行」で語った物語と一致しています。スミルノフの本(未来は翼を持つ)の72ページと73ページの間の写真は、エンジン1の下のキャリッジがダウンしていることを示しています。
その後、ゼロは海岸のDC-3を機銃掃射した。航空機関士とファン・トゥイン親子など3人の乗客が死亡し、他の乗員乗客も機銃弾で重傷を負った。スミルノフは、ダイヤモンドがヴァン・ロモンドによる回復の試み中に水中または飛行機に落とされたと報告した。
翌日、生存者が救助隊を待つ中、日本の東港航空隊の九七式飛行艇がDC-3の残骸を発見し、2発の爆弾を投下した。飛行艇は後に戻ってきて、さらに2発の爆弾を投下した。爆弾は生存者に被害を与えなかった。生き残った乗客乗員は、海岸で6日間を過ごした後に救助された。
ブルームの海兵隊員ジャック・パーマーは、救助の数日後に墜落現場に到着した。彼は後に2万ポンド相当のダイヤモンドを手渡した。1943年5月、パーマーと2人の仲間、ジェームズ・マルグルーとフランク・ロビンソンは、ダイヤモンドの盗難で西オーストラリア州の最高裁判所で裁かれたが、3人とも無罪となった。ダイヤモンドの紛失については、他の人は試みられていない。